# Transposó

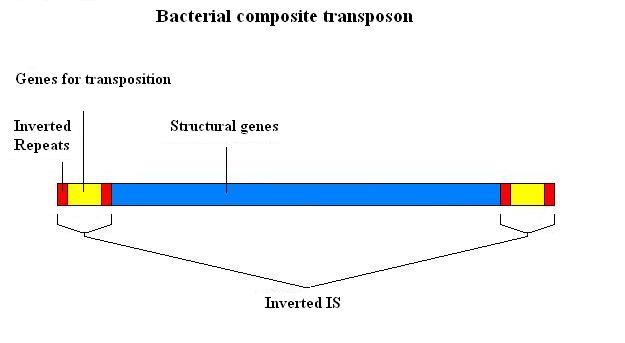
Esquema d'un transposó d'ADN

Els transposons són seqüències d'ADN que es poden desplaçar al llarg de diferents posicions del genoma d'una cèl·lula, procés que és anomenat transposició. El procés pot causar mutacions i canviar la quantitat d'ADN del genoma. Els transposons també són anomenats «gens saltadors» o «elements genètics mòbils», juntament amb altres tipus de seqüències de propietats semblants. Varen ser descoberts per Barbara McClintock en una etapa primerenca de la seva carrera, conduint-la a guanyar el Premi Nobel de Medicina o Fisiologia del 1983.
Hi ha tota una varietat d'elements mòbils genètics que poden ser agrupats pel seu mecanisme de transposició. Els elements mòbils genètics de classe I o retrotransposons, es desplacen pel genoma sent transcrits a ARN i després retrotranscrits a ADN a través de la transcriptasa inversa, mentre que els elements mòbils genètics de classe II es desplacen directament d'una part a l'altra del genoma fent servir la transposasa per «tallar-los i enganxar-los» a través del genoma.
Els transposons són molt útils per als investigadors com a mitjà per a alterar l'ADN d'un organisme viu. Els transposons ocupen una fracció elevada de la mida del genoma, la qual cosa és evident a través del valor-C de les espècies eucariotes. Hi ha dades, per exemple, que indiquen que el 45 per cent del genoma humà està compost de transposons i de les seves restes.

## Tipus de transposons
Els transposons estan classificats en dues classes, basant-se en el seu mecanisme de transposició.

### Classe I: retrotransposons
Els retrotransposons actuen copiant-se i enganxant-se còpies en el genoma en diversos punts. Primerament, es transcriuen a ARN i una transcriptasa inversa codificada en el mateix transposó retrotranscriu la seqüència a ADN inserint-se al final, la seqüència generada en el genoma. Es comporten d'una manera molt semblant als retrovirus, com l'HIV, oferint una pista sobre possibles orígens evolutius d'aquests virus.
Hi ha tres classes principals de retrotransposons: virals, que són semblants als retrovirus amb llargues terminacions repetitives (LTR) i codifiquen la transcriptasa inversa (per transcriure l'ARN a ADN); els elements nuclears llargs intercalats (LINE), que codifiquen la transcriptasa inversa (que transcriu d'ARN a ADN), mancant els LTR, transcrit per la polimerasa III de l'ARN, i la superfamília no viral, que no codifica una transcriptasa inversa iés transcrita per la polimerasa III de l'ARN

### Classe II: transposons d'ADN
La principal diferència entre els transposons de classe II i els retrotransposons és que en el seu mecanisme de transposició no intervé un intermediari d'ARN. Els transposons de classe II normalment es desplacen per tall i entroncament més que per la còpia i entroncament de l'enzim transposasa. Diferents tipus de transposases funcionen de diferents maneres. Algunes es poden unir a qualsevol part de la molècula d'ADN, mentre que d'altres requereixen seqüències específiques. La transposasa fa un tall esglaonat a la seqüència diana produint extrems cohesius, talla el transposó i el lliga a la zona diana. Una polimerasa de l'ADN emplena els buits resultants i una ligasa de l'ADN tanca l'estructura. El resultat és un lloc diana duplicat i que els llocs d'inserció dels transposons pot ser identificat per petites seqüències repetides (el tall esglaonat de l'ADN emplenat per la polimerasa de l'ADN) seguit per repeticions invertides (que són importants per l'escissió del transposó per a la transposasa).
No tots els transposons d'ADN es transposen a través d'un mecanisme de tall i entroncament. En alguns casos s'observa una transposició replicativa en la que el transposó es replica a si mateix en un nou lloc, sense desprendre's de l'original i quedant per tant duplicat.
Totes dues classes de transposons es poden trobar en el cas de perdre la capacitat de sintetitzar la transposasa per culpa d'una mutació, però tot i així seguir reproduint-se i saltant pel genoma a causa del fet que encara hi ha altres transposons en el genoma que produeixen l'enzim necessari.

## Exemples
- Els primers transposons varen ser descoberts en el blat de moro (Zea mays) per la Barbara McClintock el 1948, pel que va guanyar el Premi Nobel el 1983. Es va donar d'insercions, delecions i translocacions causades per transposons. Aquests canvis en el genoma podrien, per exemple, conduir a uns canvis en el color de les llavors del blat de moro. Un 50% del total del genoma del blat de moro està format per transposons. El sistema Ac/Ds descrit per McClintock és dels transposons de classe II.
- Una família de transposons de la mosca de la fruita (Drosophila melanogaster) anomenada elements P sembla haver aparegut en l'espècie a mitjans del segle xx. En 50 anys s'han escampat per tota la població de l'espècie. Elements P artificials es poden fer servir per inserir gens a la Drosophila injectant-los en l'embrió. Per a l'ús dels elements P com una eina genètica vegeu: "Ús dels transposons com a eina genètica".
- Els transposons dels bacteris a vegades traginen un gen addicional per altres funcions alienes a la transposició, amb freqüència una resistència a antibiòtic. En els bacteris, els transposons poden saltar entre l'ADN cromosomal el d'un plasmidi i tornar, permetent la transferència i l'addició permanent de gens com la dels que codifiquen resistència a antibiòtics (els bacteris multiresistents poden ser produïts per aquesta via). Els transposons bacterians d'aquest tipus pertanyen a la família Tn. Quan els elements transposables estan mancats de gens addicionals són coneguts com a seqüències d'inserció.
- La forma més comuna de transposons entre els humans és la seqüència Alu. Aquesta seqüència fa aproximadament uns 300 parells de bases i es troba entre 300.000 i un milió de vegades en el genoma humà.
- La transposició del fag Mu és l'exemple més conegut d'una transposició replicativa. El seu mecanisme de transposició és semblant a una recombinació homòloga.

## Els transposons com a causants de malalties
Els transposons són mutagènics. Poden malmetre el genoma de les cèl·lules hostes per diferents vies:
- Un transposó o retrotransposó que s'autoinsereixi en un gen funcional molt probablement farà que el gen esdevingui no funcional.
- Després que un transposó abandoni un gen el forat resultant probablement no serà reparat correctament.
- Les còpies múltiples d'una mateixa seqüència com l'Alu poden obstaculitzar l'aparellament precís dels cromosomes durant la mitosi, donant lloc a una recombinació cromosòmica, una de les raons principals per a la duplicació cromosòmica.

Entre les malalties que poden ser causades per transposons s'hi pot incloure totes aquelles en què la malaltia es manifesta en interrompre's un gen. Entre moltes altres es poden esmentar l'hemofília A i B, la immunodeficiència severa combinada, la porfíria, la predisposició al càncer i la distròfia muscular de Duchenne.
A més a més, alguns transposons tenen promotors que dirigeixen la transcripció genètica de la seva pròpia transposasa. Aquests promotors poden causar expressions aberrants de gens enllaçats, causant malalties en fenotips mutants.

## Evolució dels transposons
L'evolució dels transposons i el seu efecte en l'evolució del genoma és actualment un camp dinàmic d'estudi.
Els transposons són trobats en totes les branques principals de la vida. Aquests poden estar o no originats en l'avantpassat comú de la vida, o es poden haver desenvolupat diverses vegades per separat, o potser fins i tot haver aparegut una vegada i haver-se escampat a tots els dominis per transferència genètica horitzontal. Encara que els transposons puguin arribar a conferir alguns beneficis als seus hostes, són generalment considerats ADN egoista paràsit del genoma dels organismes cel·lulars. Des d'aquest punt de vista són semblants als virus amb la diferència de què uns surten fora de la cèl·lula i els altres no. Els virus i els transposons també comparteixen algunes característiques de l'estructura dels seus genomes, i les habilitats bioquímiques, conduint a l'especulació de què tinguin un avantpassat comú. Com que els virus són en essència més complexos les afabulacions se centren en què els virus podrien provenir de transposons que van adquirir la capacitat de sortir de les cèl·lules.
Com que l'excessiva activitat dels transposons pot destruir un genoma, molts organismes semblen haver desenvolupat mecanismes per reduir la transposició a un nivell manejable. Els bacteris poden experimentar altes taxes d'eliminació de gens per eliminar els transposons i els virus dels seus genomes mentre que els organismes eucariotes poden haver desenvolupat mecanismes relacionats amb l'ARN d'interferència (ARNi) com a via per reduir-ne l'activitat. En el nematode Caenorhabditis elegans, alguns gens requerits per l'ARNi també redueix l'activitat dels transposons.
Els transposons podrien haver estat cooptats pel sistema immunitari dels vertebrats per produir la diversitat d'anticossos. El sistema de recombinació V(D)J opera per un mecanisme similar al dels transposons.
Existeixen evidències de què els elements transposables poden actuar com a agents mutagènics en bacteris i altres organismes asexuals.

## Els transposons en la ciència
Els transposons, varen ser descoberts en el blat de moro. Així mateix, el primer transposó molecularment aïllat va ser d'una planta (Antirrhinum).
Els transposons, doncs, han esdevingut una eina especialment útil en la biologia molecular de les plantes. Els investigadors fan servir transposons com a mitjà per aconseguir la mutagènesi. En aquest sentit, un transposó salta enmig d'un gen i produeix una mutació. La presència del transposó permet identificar gens interromputs a través de la PCR.
Algunes vegades, la inserció del transposó pot interrompre la funció dels gens d'una manera reversible; l'escissió mitjançada a través de la transposasa restaura la funcionalitat del gen. Això produeix plantes en les que les cèl·lules veïnes tenen diferents genotips. Aquesta característica permet diferenciar als investigadors als gens que necessiten ser a dintre d'una cèl·lula per produir efectes observables en altres cèl·lules que aquelles en les que s'expressa el gen.
Els transposons també es fan servir àmpliament com una eina per a la mutagènesi en la Drosophila melanogaster, i una ampla varietat de bacteris per estudiar la funció genètica.